# Galton och Simpson
Ray Galton, född 17 juli 1930, död 5 oktober 2018, och Alan Simpson, född 27 november 1929, död 8 februari 2017, var en brittisk komedi-författarduo.
För en svensk publik är Galton och Simpson indirekt kända för att ha skrivit förlagorna för den norska TV-serien Fleksnes fataliteter (Hancock's Half Hour, originalvisning 1954–1961) och den svenska TV-serien Albert och Herbert (Steptoe and Son, 1962–1974). De skrev även förlagan till den mindre kända serien Skyll inte på mig! (även den baserad på Hancock's Half Hour) med Magnus och Brasse.